# Servicio Canario de la Salud

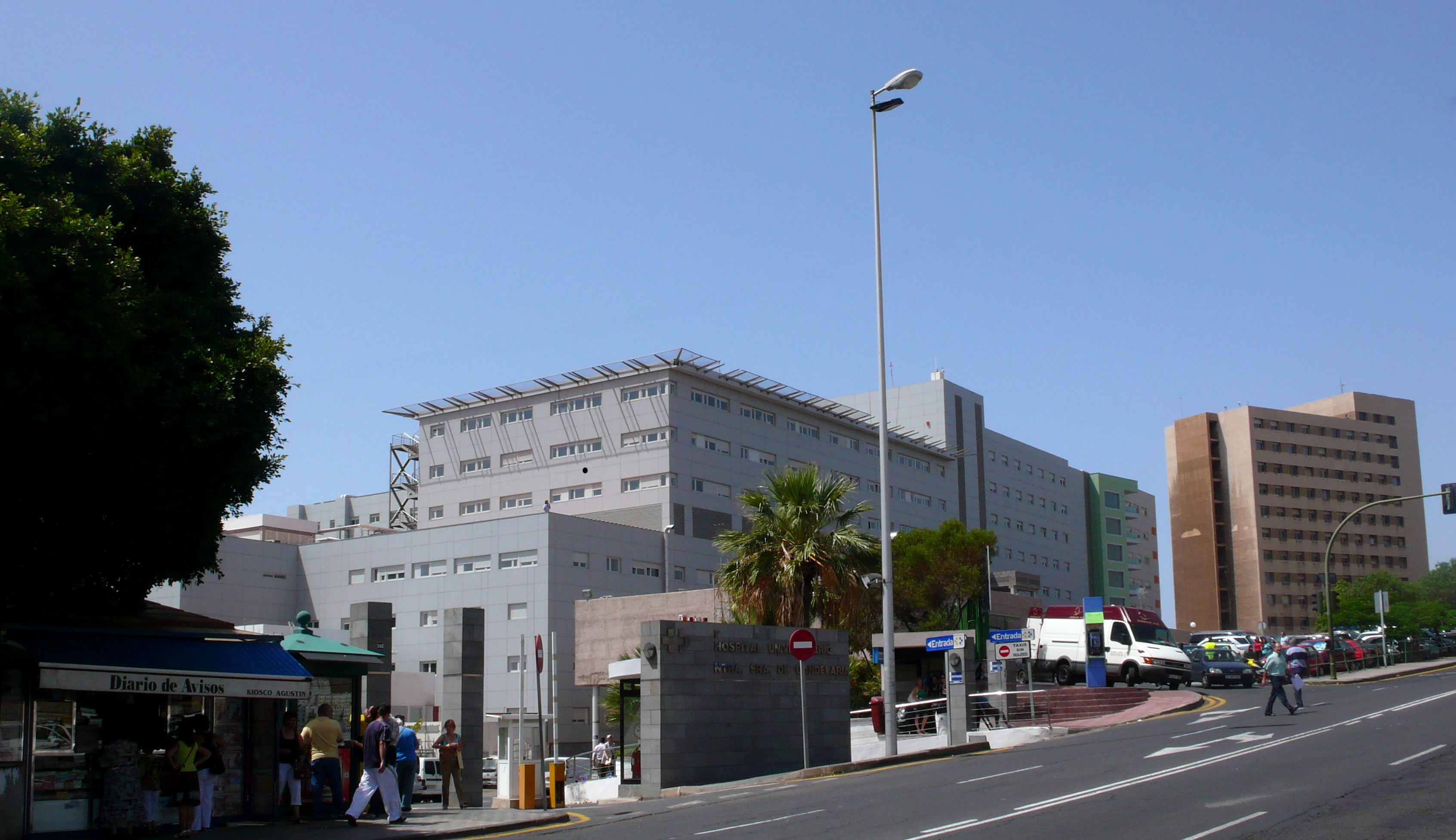
Hospital Universitario Nuestra Señora de Candelaria, en Tenerife.

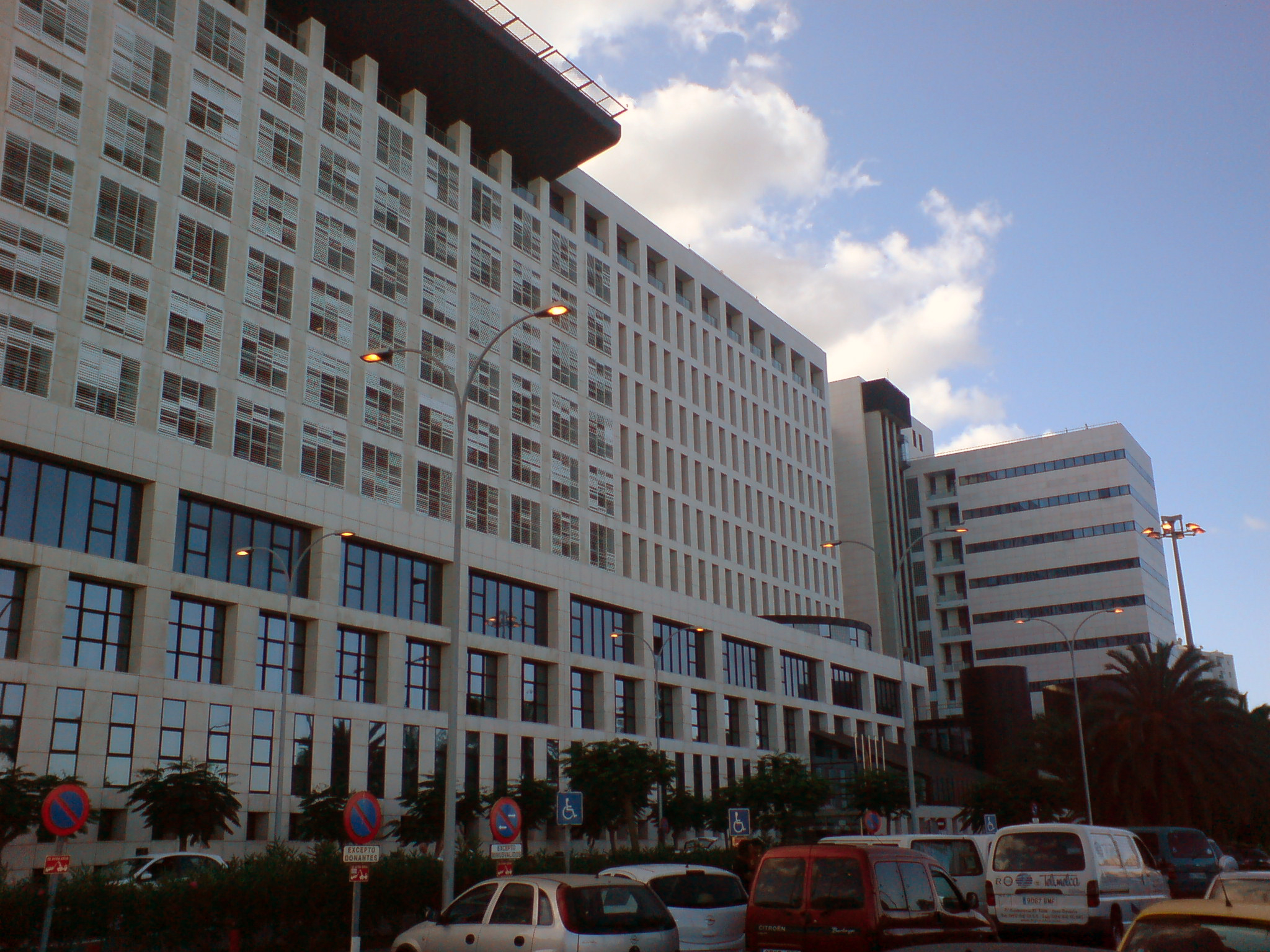
Hospital Universitario Insular de Gran Canaria.

El Servicio Canario de la Salud (SCS) es un organismo autónomo de carácter administrativo adscrito a la Consejería competente en materia de Sanidad del Gobierno de Canarias, creado por la Ley 11/1994 de 26 de julio, de Ordenación Sanitaria de Canarias y cuya organización y funcionamiento vienen regulados en el Decreto 32/1995.
Forma parte del Sistema Nacional de Salud español y se encarga, en Canarias, de la provisión pública del servicio sanitario, tanto asistencial como preventivo y rehabilitador.
El Servicio Canario de Salud disponía en 2003, último año del que se tienen datos promenorizados, de 18.378 profesionales en su plantilla para ofrecer asistencia sanitaria a través de su red asistencial de atención primaria y atención especializada. Su sede se encuentra compartida entre las ciudades de Santa Cruz de Tenerife y Las Palmas de Gran Canaria.

## Funciones
- Gestión de las prestaciones sanitarias en el ámbito de la promoción y protección de la salud, prevención de enfermedades, asistencia sanitaria y rehabilitación que corresponda en el territorio de la comunidad autónoma de Canarias.
- Administración, gestión, control e inspección de las Instituciones, centros y de aquellos servicios sanitarios que están bajo la dependencia de éstos, orgánica y funcionalmente.
- Gestión de los recursos financieros, materiales y humanos que se le concedan para la realización de las funciones arriba comentadas.
- Adopción de medidas preventivas de protección de la salud cuando exista o se sospeche razonablemente la existencia de un riesgo inminente y extraordinario para la salud.
- La ejecución y, en su caso, coordinación de los programas de docencia e investigación.

## Estructura y organización
El Servicio Canario de la Salud se estructura territorialmente en demarcaciones denominadas Áreas de Salud, una por cada isla del archipiélago a excepción de la graciosa.
Las áreas de salud son órganos desconcentrados del Servicio Canario de la Salud encargados a través de sus órganos de gobierno, de asumir la responsabilidad de la financiación de las actuaciones sanitarias en su ámbito territorial.
Su organización se coordina mediante las siguientes direcciones generales:
- Secretaría General.
- Programas Asistenciales.
- Recursos Económicos.
- Recursos Humanos.
- Farmacia.
- Salud Pública.

## Atención primaria de salud
Es el primer nivel de acceso de los ciudadanos al Sistema Sanitario Público de Canarias y entre sus elementos caracterizadores están, el ofrecer una atención integral de salud a través de una asistencia preventiva, curativa y rehabilitadora. También comprende la promoción de la salud, la educación en materia sanitaria y la vigilancia sanitaria del medio ambiente.

### Servicios de atención primaria
Los servicios de atención primaria en Canarias están constituidos en distritos de atención primaria, los cuales se conocen como zonas básicas de salud, de las que en 2006 existían un total de 106. En cada una de estas zonas se ubican centros de salud y consultorios, en donde se presta la asistencia sanitaria de atención primaria a la población. Canarias cuenta con un total de 104 centros de salud y 149 consultorios.
Entre estos también destacan el SUC (Servicio de Urgencias Canario)

## Atención especializada de salud
Ésta ofrece a la población los medios técnicos y humanos necesarios para el diagnóstico, tratamiento y rehabilitación apropiados, que no pueden solventarse en el nivel de atención primaria. Según la definición que establece la Ley de Ordenación Sanitaria de Canarias se entiende la atención especializada como la asistencia sanitaria hospitalaria y extrahospitalaria prestada en general por indicación médicas del personal de los equipos de atención primaria, por el equipo de profesionales sanitarios del área de salud, bajo la dirección de los responsables médicos hospitalarios competentes en función de la especialidad que tiene por finalidad la curación y rehabilitación de los ciudadanos, una vez sobrevenidos procesos que requieran asistencia de mayor complejidad técnica.

### Servicios de atención especializada

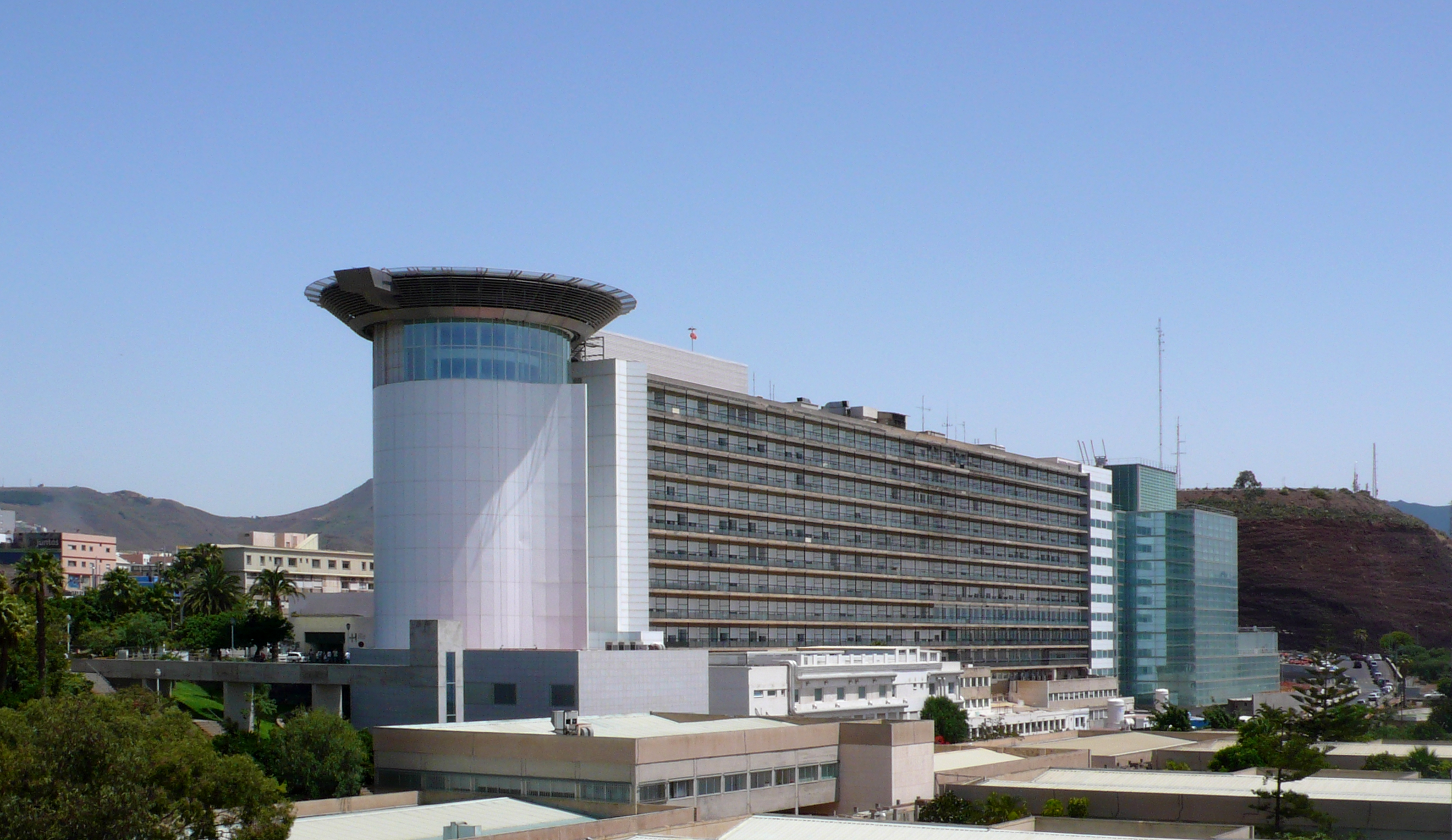
Hospital Universitario de Canarias, en Tenerife.

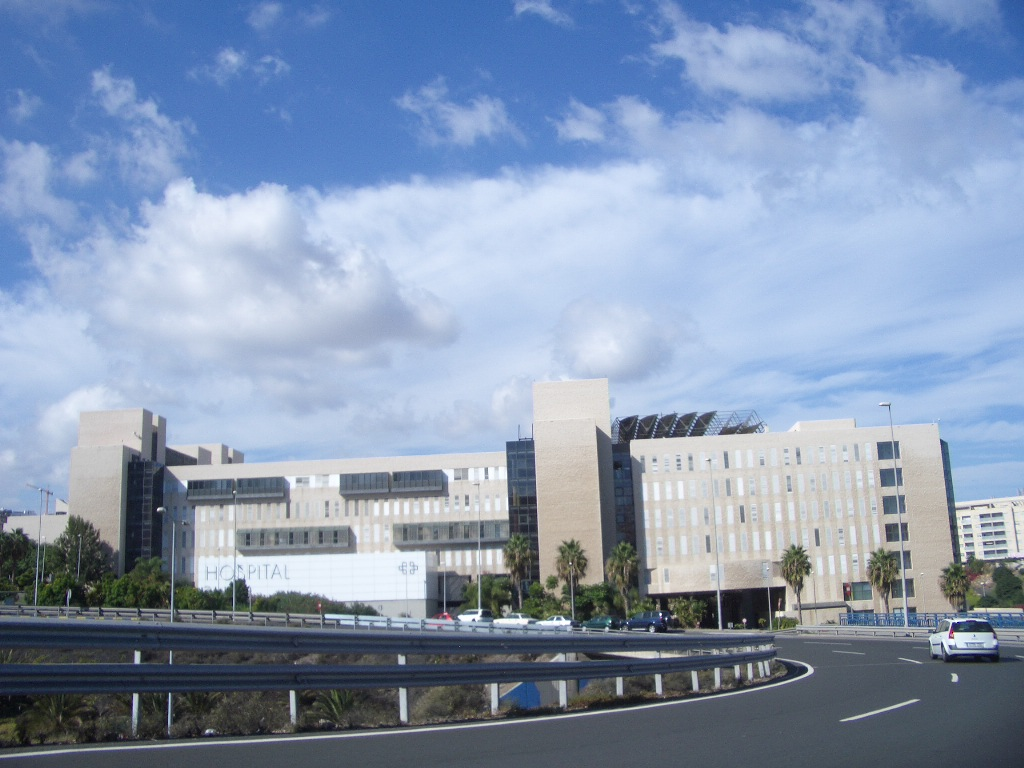
Hospital Universitario de Gran Canaria Doctor Negrín.

Entre las funciones de la atención especializada se encuentran:
- Apoyo médico y quirúrgico a la Atención Primaria de Salud a través de: 
  - Servicios Hospitalarios:
    - Hospital Insular Nuestra Señora de los Reyes (El Hierro)
    - Hospital Universitario de La Palma (La Palma)
    - Hospital Nuestra Señora de Guadalupe (La Gomera)
    - Hospital Universitario Doctor José Molina Orosa (Lanzarote)
    - Hospital General de Fuerteventura Virgen de la Peña (Fuerteventura)
    - Complejo Hospitalario Universitario Nuestra Señora de Candelaria (Tenerife), formado por:[2]
      - Hospital del Sur de Tenerife
      - Hospital del Tórax

    - Complejo Hospitalario Universitario de Canarias (Tenerife), formado por:[3]
      - Hospital del Norte de Tenerife
      - Hospital Psiquiátrico de Tenerife

    - Complejo Hospitalario Universitario Doctor Negrín (Gran Canaria), formado por:[4]
      - Hospital San Roque de Guía
      - Hospital Universitario de Salud Mental Juan Carlos I

    - Complejo Hospitalario Universitario Insular Materno-Infantil (Gran Canaria), formado por:[5]
      - Hospital Universitario Insular de Gran Canaria
      - Hospital Universitario Materno Infantil de Canarias

  - Servicios Extrahospitalarios: 
    - Centros Ambulatorios de Especialidades (C.A.Es.)
- Planificación de la Atención Especializada en el Servicio Canario de la Salud, coordinando las actuaciones de las Gerencias y Direcciones de Área.
- Participación en actividades docentes y de investigación.
- Coordinación con Atención Primaria a través de Programas Específicos, Formación continuada y establecimiento de Protocolos conjuntos para determinadas patologías o procesos.